# Frontera entre Austràlia i Papua Nova Guinea
La frontera entre Austràlia i Papua Nova Guinea es completament marítima i es troba a l'oceà Pacífic. Delimita la zona econòmica exclusiva entre els dos països.

## Generalitats
La frontera marítima entre els dos països i Papua Nova Guinea s'estén generalment al nord-est de Austràlia i al sud de Papua Nova Guinea des de la frontera amb Indonèsia a l'oest a la frontera amb Salomó a l'est. Es tracta de 2.200 km.
El tractat que els descriu defineix dues fronteres diferents, una per als drets del fons marí, l'altra per a les àrees de pesca, Austràlia exerceint la seva jurisdicció sobre ael sud d'aquests límits, i Papua Nova Guinea al nord. Durant la major part del traçat, aquests dos límits es confonen. Són diferents a la punta de l'estret de Torres, que separa la punta nord de l'illa d'Austràlia, la península del Cap York, de la costa sud de l'illa de Nova Guinea. L'rstret està esquitxat de 300 illes, tradicionalment habitades per illencs de l'estret de Torres i majoritàriament sota la sobirania australiana. En aquest punt, la frontera pesquera es desplaça cap al nord algunes desenes de quilòmetres: els drets de pesca estan sota jurisdicció australiana, però els drets del fons marí estan sota la jurisdicció de Papua Nova Guinea.
A més, algunes de les illes més septentrionals de l'estret de Torres romanen sota la sobirania australiana, així com el mar territorial que l'envolta dins d'un límit de tres mil nàutiques. Com a resultat, Austràlia té 8 enclavaments a les aigües de Papua Nova Guinea (alguns enclavaments agrupats per diverses illes). Algunes illes estan molt a prop de Nova Guinea: l'illa de Boigu, per exemple, només està a 6 kilòmetres de la costa.
Finalment, s'ha establert una zona protegida conjunta a l'àrea de l'estret de Torres perquè llurs habitants pugui continuar una forma de vida tradicional. Els habitants tradicionals d'ambdós països poden moure's lliurement sense visa o passaport, per dur a terme també activitats tradicionals. El tractat es va signar per ambdós països en desembre de 1978 i va entrar en vigor en 1985.

## Delimitació

### Fons marins
La secció de la frontera consagrada als fons marins consisteix en 21 segments de línia geodèsica definits per 22 punts distints:
- 10° 50′ 00″ S, 139° 12′ 00″ E / 10.83333°S,139.20000°E
- 11° 09′ 00″ S, 139° 23′ 00″ E / 11.15000°S,139.38333°E
- 10° 59′ 00″ S, 140° 00′ 00″ E / 10.98333°S,140.00000°E
- 09° 46′ 00″ S, 142° 00′ 00″ E / 9.76667°S,142.00000°E
- 09° 45′ 24″ S, 142° 03′ 30″ E / 9.75667°S,142.05833°E
- 09° 42′ 00″ S, 142° 23′ 00″ E / 9.70000°S,142.38333°E
- 09° 40′ 30″ S, 142° 51′ 00″ E / 9.67500°S,142.85000°E
- 09° 40′ 00″ S, 143° 00′ 00″ E / 9.66667°S,143.00000°E
- 09° 33′ 00″ S, 143° 05′ 00″ E / 9.55000°S,143.08333°E
- 09° 33′ 00″ S, 143° 20′ 00″ E / 9.55000°S,143.33333°E
- 09° 24′ 00″ S, 143° 30′ 00″ E / 9.40000°S,143.50000°E
- 09° 22′ 00″ S, 143° 48′ 00″ E / 9.36667°S,143.80000°E
- 09° 30′ 00″ S, 144° 15′ 00″ E / 9.50000°S,144.25000°E
- 09° 51′ 00″ S, 144° 44′ 00″ E / 9.85000°S,144.73333°E
- 12° 20′ 00″ S, 146° 30′ 00″ E / 12.33333°S,146.50000°E
- 12° 38′ 30″ S, 147° 08′ 30″ E / 12.64167°S,147.14167°E
- 13° 10′ 30″ S, 148° 05′ 00″ E / 13.17500°S,148.08333°E
- 14° 38′ 00″ S, 152° 07′ 00″ E / 14.63333°S,152.11667°E
- 14° 45′ 00″ S, 154° 15′ 00″ E / 14.75000°S,154.25000°E
- 14° 05′ 00″ S, 156° 37′ 00″ E / 14.08333°S,156.61667°E
- 14° 04′ 00″ S, 157° 00′ 00″ E / 14.06667°S,157.00000°E

En un altre, els 8 enclavaments australians a Papua Nova Guinea són definits pel límit de les tres milles marines al voltant del grup d'illes. D'oest a est :
- Turu Cay
- Illa Deliverance i Kerr Islet
- Boigu, Moimi i Aubussi
- Illa Turnagain
- Saibai, Dauan i Kaumag
- Pearce Cay
- Black Rocks i Bramble Cay
- Anchor Cay i East Cay

### Zones de pesca
La secció de la frontera consagrada a la zona pesquera consisteix en 34 segments de línia geodèsica definits per 35 punts distints:
- 10° 50′ 00″ S, 139° 12′ 00″ E / 10.83333°S,139.20000°E
- 11° 09′ 00″ S, 139° 23′ 00″ E / 11.15000°S,139.38333°E
- 10° 59′ 00″ S, 140° 00′ 00″ E / 10.98333°S,140.00000°E
- 09° 46′ 00″ S, 142° 00′ 00″ E / 9.76667°S,142.00000°E
- 09° 45′ 24″ S, 142° 03′ 30″ E / 9.75667°S,142.05833°E
- 09° 15′ 43″ S, 142° 03′ 30″ E / 9.26194°S,142.05833°E
- 09° 12′ 50″ S, 142° 06′ 25″ E / 9.21389°S,142.10694°E
- 09° 11′ 51″ S, 142° 08′ 33″ E / 9.19750°S,142.14250°E
- 09° 11′ 58″ S, 142° 10′ 18″ E / 9.19944°S,142.17167°E
- 09° 11′ 22″ S, 142° 12′ 54″ E / 9.18944°S,142.21500°E
- 09° 11′ 34″ S, 142° 14′ 08″ E / 9.19278°S,142.23556°E
- 09° 13′ 53″ S, 142° 16′ 26″ E / 9.23139°S,142.27389°E
- 09° 16′ 04″ S, 142° 20′ 41″ E / 9.26778°S,142.34472°E
- 09° 22′ 04″ S, 142° 29′ 41″ E / 9.36778°S,142.49472°E
- 09° 21′ 48″ S, 142° 31′ 29″ E / 9.36333°S,142.52472°E
- 09° 22′ 33″ S, 142° 33′ 28″ E / 9.37583°S,142.55778°E
- 09° 21′ 25″ S, 142° 35′ 29″ E / 9.35694°S,142.59139°E
- 09° 20′ 21″ S, 142° 41′ 43″ E / 9.33917°S,142.69528°E
- 09° 20′ 16″ S, 142° 43′ 53″ E / 9.33778°S,142.73139°E
- 09° 19′ 26″ S, 142° 48′ 18″ E / 9.32389°S,142.80500°E
- 09° 23′ 40″ S, 142° 51′ 00″ E / 9.39444°S,142.85000°E
- 09° 40′ 30″ S, 142° 51′ 00″ E / 9.67500°S,142.85000°E
- 09° 40′ 00″ S, 143° 00′ 00″ E / 9.66667°S,143.00000°E
- 09° 33′ 00″ S, 143° 05′ 00″ E / 9.55000°S,143.08333°E
- 09° 33′ 00″ S, 143° 20′ 00″ E / 9.55000°S,143.33333°E
- 09° 24′ 00″ S, 143° 30′ 00″ E / 9.40000°S,143.50000°E
- 09° 22′ 00″ S, 143° 48′ 00″ E / 9.36667°S,143.80000°E
- 09° 30′ 00″ S, 144° 15′ 00″ E / 9.50000°S,144.25000°E
- 09° 51′ 00″ S, 144° 44′ 00″ E / 9.85000°S,144.73333°E
- 12° 20′ 00″ S, 146° 30′ 00″ E / 12.33333°S,146.50000°E
- 12° 38′ 30″ S, 147° 08′ 30″ E / 12.64167°S,147.14167°E
- 13° 10′ 30″ S, 148° 05′ 00″ E / 13.17500°S,148.08333°E
- 14° 38′ 00″ S, 152° 07′ 00″ E / 14.63333°S,152.11667°E
- 14° 45′ 00″ S, 154° 15′ 00″ E / 14.75000°S,154.25000°E
- 14° 05′ 00″ S, 156° 37′ 00″ E / 14.08333°S,156.61667°E

### Zona protegida
La zona protegida és definida per nombrosos punts, i en tres llocs pels límits de les aigües territorials de les illes australianes:
- 10° 28′ 00″ S, 144° 10′ 00″ E / 10.46667°S,144.16667°E
- 10° 28′ 00″ S, 141° 20′ 00″ E / 10.46667°S,141.33333°E
- 09° 33′ 00″ S, 141° 20′ 00″ E / 9.55000°S,141.33333°E
- 09° 13′ 00″ S, 141° 57′ 00″ E / 9.21667°S,141.95000°E
- Intersecció del meridià 142° 16′ 26″ E amb la costa sud de Nova Guinea durant la marea baixa
- Seguiu la costa de Nova Guinea fins al meridià 142° 36′ 00″ E
- 09° 21′ 00″ S, 142° 36′ 00″ E / 9.35000°S,142.60000°E;
- 09° 09′ 00″ S, 143° 47′ 20″ E / 9.15000°S,143.78889°E
- Segueix el límits de les aigües territorials de Black Rocks i Bramble Cay
- 09° 10′ 50″ S, 143° 55′ 40″ E / 9.18056°S,143.92778°E
- 09° 18′ 40″ S, 144° 06′ 10″ E / 9.31111°S,144.10278°E
- Segueix el límits de les aigües territorials d'Anchor Cay i East Cay
- 09° 26′ 50″ S, 144° 16′ 50″ E / 9.44722°S,144.28056°E
- 09° 35′ 15″ S, 144° 28′ 41″ E / 9.58750°S,144.47806°E
- 09° 54′ 00″ S, 144° 28′ 00″ E / 9.90000°S,144.46667°E
- 10° 15′ 00″ S, 144° 12′ 00″ E / 10.25000°S,144.20000°E